# Mateusz Czunkiewicz
Mateusz Czunkiewicz (ur. 16 grudnia 1996 w Bartoszycach) – polski siatkarz, grający na pozycji libero. 
W kwietniu w 2022 roku urodziła mu się córka.
W sezonie PlusLigi (2024/2025) zajął 2. miejsce w rankingu przyjmujących. W 30 rozegranych meczach w lidze miał 52,16% pozytywnego przyjęcia.
28 maja 2025 roku zadebiutował w kadrze narodowej Polski w meczu z reprezentacją Ukrainy.

## Sukcesy klubowe
Puchar Polski:
- 2015[6]

PlusLiga:
- 2015

Superpuchar Polski:
- 2015

I liga:
- 2019

## Sukcesy reprezentacyjne
Liga Narodów:
- 2025[7]